# Stockholm i mitt hjärta
"Stockholm i mitt hjärta" er en svensk visepopsang af Lasse Berghagen. Berghagen skrev sangen fordi Ulf Adelsohn ønskede en ny sang om Stockholm da han blev landshøvding for Stockholms län i 1992.
Berghagen sang sangen i Svensktoppen den 7. august 1993 og kom på tiende pladsen. Sangen findes på hans album Sträck ut din hand (1995) og Stockholm, mina drömmars stad.
Siden Berghagen blev leder af Allsång på Skansen i 1994 har sangen været programmets signaturmelodi.